# 2. ročník udílení Critics' Choice Movie Awards
2. ročník udílení Critics' Choice Movie Awards se konal 20. ledna 1997. Ceremoniál moderovala komička a herečka Retta.

## Žebříček nejlepších filmů
(v abecedním pořadí)
1. Anglický pacient
2. Čarodějky ze Salemu
3. Evita
4. Fargo
5. Hamlet
6. Jerry Maguire
7. Lid versus Larry Flynt
8. Osamělá hvězda
9. Záře
10. Žranice

## Vítězové
- Nejlepší film: Fargo
- Nejlepší režisér: Anthony Minghella – Anglický pacient
- Nejlepší herec: Geoffrey Rush – Záře
- Nejlepší herečka: Frances McDormandová – Fargo
- Nejlepší cizojazyčný film: Nevinné krutosti (Francie)
- Nejlepší scénář: Anthony Minghella – Anglický pacient
- Nejlepší herec ve vedlejší roli: Cuba Gooding mladší – Jerry Maguire
- Nejlepší herečka ve vedlejší roli: Joan Allen – Čarodějky ze Salemu
- Nejlepší mladý herec/herečka: Jonathan Lipnicki – Jerry Maguire
- Objev roku: Renée Zellweger – Jerry Maguire
- Celoživotní ocenění: Lauren Bacallová